# Орден Преподобного Серафима Саровского
Орден Преподобного Серафима Саровского — орден Русской православной церкви.

## История ордена
Учреждён определением Патриарха Московского и всея Руси Алексия II и Священного синода от 25 марта 2004 года в ознаменование 100-летия канонизации преподобного Серафима Саровского.

## Статутордена
Орденом награждаются:
- иерархи,
- клирики, монашествующие,
- миряне

Основанием для награждения является особый вклад в дело возрождения монастырей, храмов, пастырскую и церковно-общественную деятельность.
Орден имеет три степени.
Награждённым вручается:
- знак ордена
- грамота.

## Описание ордена

### I степень
Знак ордена представляет собой золочёный латунный четырёхконечный крест с расширяющимися концами и клиновидным завершением, покрытый зелёной эмалью. По краям креста — узкий выпуклый рант. На лицевой стороне знака в центре круглый медальон, выполненный в технике «Ростовской финифти», с погрудным образом святого преподобного Серафима Саровского в рясе с епитрахилью. Вокруг медальона выпуклый поясок, украшенный 37 фианитами. Ещё один поясок, покрытый зелёной эмалью, расположен между перекладинами креста и к нему примыкают по 5 рельефных полированных лучей.

### II степень
Знак ордена аналогичен I степени. Но центральное изображение преподобного выполнено методом штамповки и позолочено, фианиты не используются.

### III степень
Знак ордена аналогичен II степени, но выполнен из посеребрённой латуни.

## Правила ношения
Орден носится на левой стороне груди, и при наличии других орденов Русской Православной Церкви располагается вслед за орденом Преподобного Сергия Радонежского.